# Oligostigma argyrilinale
Oligostigma argyrilinale là một loài bướm đêm trong họ Crambidae.